# Казахський національний академічний театр драми імені Мухтара Ауезова
Казахський національний академічний театр драми імені Мухтара Ауезова — драматичний театр в Алмати.

## Історія
Організований наприкінці 1925 року в Кизил-Орді, яка була на той момент столицею Казахської АРСР. Театр відкрився 31 січня 1926 п'єсою «Алтин сакіна» («Золоте кільце») Кошке Кеменгерова в постановці Сералі Кожамкулова та великим концертом. Однак найпершою постановкою, що відбулася 13 січня, ще до офіційного відкриття став акт трагедії «Єнлік — Кебек» Мухтара Ауезовa.
У 1928 році з перенесенням столиці в Алмати туди ж було переведено і театр. Із 1937 театру присвоєно звання академічного, а з 1961 — ім'я Мухтара Ауезова.
Біля витоків театру стояли майстри народної творчості та художньої самодіяльності: Жумат Шанін, Курманбек Джандарбеков, Серке Кожамкулов, Калібек Куанишпаєв, Єлюбай Умурзаков, Амре Кашаубаєв, Іса Байзаков, Капан Бадиров, Ш. Байзакова, К. Мунайтпасов, Ф. Ашкеєва, З. Атабаєва, К. Беїсов, М. Шамова та ін.
У перші роки існування театру режисери висувалися з акторського середовища: Шанін, Кожамкулов, Джандарбеков. Над створенням першого репертуару працювали письменники Ауезов, Сейфуллін, Майлін. На ранньому періоді ставилися вистави, що відображають становлення Радянської влади: «Червоні соколи» Сейфулліна, «Зарлик» Успанова та Утеуліна; а також побут старого аулу, дореволюційного життя казахського народу: «Каракоз», «Байбіше — токал» Ауезова, «Одруження», «Хитрий мулла» Майліна, «Малкамбай» Єрданаєва, «Торсикбай», «Айдарбек», «Ардарбек» Шаніна.
У 1930—ті рр. театр приваблює професійних російських режисерів (М. Г. Насонов, І. Г. Боров, М. А. Соколовський), художників (К. Ходжиков), береться до постановки складних драматичних творів: «Нічні гуркоти» Ауезова, «Амангельди» Майліна та Мусрепова. Починаються постановки російських та зарубіжних класичних творів: «Ревізор» М. В. Гоголя (1936, реж. І. Боров; 1940, реж. М. Соколовський, 1946, реж. Ю. Рутковський; 1979, реж. А. Ашимов), «Отелло» В. Шекспіра (1939, реж. М. Соколовський; 1964, реж. А. Мадієвський). Не залишається осторонь і національна драматургія: «Ісатай — Махамбет» М. Ахінжанова (1938, реж. А. Ісмаїлов), «Кози Корпеш — Баян Сулу» Г. Мусрепова (1940, реж. Б. Насонов: 1943, реж. А Ісмаїлов;1953;1971, реж. А. Мамбетов), «Абай» М. Ауезова і Л. Соболєва (1940, реж. А. Токпанов; 1962, реж. А. Мамбетов). У 1934 частина працівників Казахського театру драми увійшла в першу трупу національного музичного театру (нині Казахський театр опери і балету імені Абая).
У 1941—45 рр. основу репертуару становили спектаклі, присвячені героїчній боротьбі радянського народу у Німецько-радянській війні: «У годину випробувань» Ауезова, «Гвардія честі» Ауезова та Абишева, а також «Ахансере — Ак токти» Мусрепова. Також у воєнні роки було поставлено «Приборкання норовливої» Шекспіра.
У повоєнні роки продовжується розвиток соцреалістичної тематики: «Дружба і любов» (1947, реж, Ш. Айманов), «Квітни, степ!» А. Тажибаєва (1952 і 1958), «Абай» за романом М. Ауезова (1949; Державна премія СРСР, 1952). Серед класичних повоєнних постановок — «Таланти та шанувальники» (1949) та «Гроза» (1950) О. Островського, «Скупий» Ж.-Б. Мольєра (1952).
У 1950—1960—ті театр звертається до історичної тематики: «Чокан Валіхапов» С. Муканова (1956), «Майра» А. Тажибаєва (1957, 1969). У репертуарі з'являються п'єси молодих драматургів: «Вовченя під шапкою» (1959) і «На чужині» (1968) К. Мухамеджанова, «Сауле» (1961) і «Буран» (1966) Тахаві Ахтанова та ін. Із 60—х років ставляться п'єси драматургів інших народів СРСР: «Материнське поле» за Ч. Айтматовим (1964), «Башмачки» Файзі (1972) та ін. З 1970—х років до репертуару театру входять твори зарубіжних авторів: «Криваве весілля» А. Вальєхо (1978, реж. А. А. Пашков), «Електро, любов моя» Л. Дюрко (1979) і «Далі — тиша» В. Дельмара (1981, реж. спектаклів Р. Сейтметов) та ін. Інші найбільш значні постановки у 1940—1980-х pp. — «Дружба і любов», «Кар'єра та совість» Абишева, «Мільйонер» Мустафіна, «Вчора і сьогодні», «Важкі долі» Хусаїнова, «Одне дерево — не ліс» Тажибаєва, «Сваха приїхала», «На чужині» Мухамеджанова, «Серце поета» Шашкіна, «Незгасний вогонь» Кабдолова, «Сходження на Фудзіяму» Айтматова та Мухамеджанова та багато інших.
У трупі театру перебували народні артисти СРСР Х. Букеєва, С. Майканова, А. Мамбетов, С. Оразбаєв, народні артисти Казахської РСР К. У. Бадиров, Ш. Джандарбекова, С. Кожамкулов, К. Кармисов, І. Ногайбаєв, Б. Рімова, М. Суртубаєв, Є. Г. Умурзаков, З. Шаріпова, Ф. Шаріпова, Ж. Жалмухамедова та ін.
Після здобуття Казахстаном незалежності репертуар продовжив поповнюватися творами світової та казахської драматургії: «Коріолан» В. Шекспіра (1991), «Сьома палата» О. Сулейменова (1993), «Чінгісхан» Іран Гайипа (1994), «Принцеса Турандот» К. Ґоцці (1994), «Лиха година» М. Ауезова, «Томіріс» (2000) Шахімардана тощо. Артисти Т. Тасибекова, Т. Жаманкулов, Ш. Ахметова, А. А. Кенжеєв, К. Тастанбеков отримали звання Народних артистів Казахстану.
Із 1997 по 2018 роки на сцені театру новорічну виставу проводив театр ростових ляльок «Сезам».
У 2001—2013 pp. — художній керівник Народний артист Казахської РСР Єсмухан Обаєв.
Вистави йдуть казахською мовою із синхронним перекладом на російську мову.
19 грудня 2020 року Указом Президента Республіки Казахстан театру надано статус «Національний».

## Відомі артисти театру
- Амре Кашаубаєв (роки роботи 1925—1934)
- Курманбек Джандарбеков (1925—1934)
- Калібек Куанишпаєв (1925—1964)
- Єлюбай Умурзаков (1925—1972)
- Серке Кожамкулов (1925—1976)
- Іса Байзаков (1926—1931)
- Канабек Байсеїтов (1929—1955)
- Куляш Байсеїтова (1930—1933)
- Жагда Огузбаєв (1932—1962)
- Сабфра Майканова (1932—1992)
- Шакен Айманов (1933—1947)
- Хабіба Єлебекова (1935—2012)
- Бікен Рімова (1941—1999)
- Хадиша Букеєва (1942—1972)
- Шолпан Джандарбекова (1942—2005)
- Нурмухан Жантурин (1952—1971)
- Шарипова Замзагуль Нусипбаєвна (1953—2018)
- Ідріс Ногайбаев (1954—1989)
- Фаріда Шаріпова (1959—1996)
- Нукетай Мишбаєва (із 1959)
- Торгін Тасибекова (із 1961)
- Ануарбек Молдабеков (із 1962)
- Асаналі Ашимов (із 1963)
- Жумабай Медетбаєв (1966—2005)
- Аширалі Кенжеєв (із 1967)
- Куман Тастанбеков (1969—2017)
- Тунгишбай Жаманкулов (с 1969)
- Шайза Ахметова (із 1970)
- Меруерт Утекешова (із 1973)

## Будівля театру
У 1981 році спеціально для казахського театру драми було збудовано нову будівлю на проспекті Абая. Авторами проекту стали архітектори О. Баймурзаєв, А. Кайнарбаєв, М. Жаксиликов за участю інженерів М. Плахотнікова та А. Броховича, художників І. Німець та Г. Завізіонного. За цей проект трьом авторам було присуджено Державну премію Казахської РСР ім. Ч. Валіханова 1982 року.
Будівля є унікальною за конструктивними та архітектурними особливостями спорудою. В основі композиційного рішення всіх фасадів є цілісність основного об'єму. Будівля розміщена на високому цоколі. Головний вхід позначений урочистими сходами, перед якими встановлено пам'ятник М. О. Ауезову. Фойє оздоблено декоративним барельєфом. Пропорційність об'єму будівлі та її елементів надають споруді особливу монументальність та урочистість. В обробці фасадів використано граніт, черепашник, мармур.

### Статус пам'ятки
Будівля театру є пам'яткою архітектури, внесена до державного реєстру в 1982 році.
10 листопада 2010 року було затверджено новий Державний список пам'яток історії та культури місцевого значення міста Алмати, одночасно з яким усі попередні рішення з цього приводу були визнані такими, що втратили чинність. У цій Постанові було збережено статус пам'ятки місцевого значення будівлі театру. Межі охоронних зон були затверджені у 2014 році.

### Пам'ятник Мухтару Ауезову
Пам'ятник Мухтару Ауезову був встановлений біля проспекту Абая в 1980 році перед будівлею театру драми, що будувалася на той час.
Бронзова фігура М. О. Ауезова була відлита за моделлю скульптора Є. А. Сергєбаєва. Постамент із лабрадориту споруджений за проектом архітекторів О. Ж. Баймурзаєва, А. С. Кайнарбаєва. Пластично пам'ятник вирішено традиційно. Письменник у задумливій позі сидить у кріслі, із книгою у правій руці. На фасаді постаменту текст із бронзового лиття: «Мухтар Омарханұли Əуезов». Авторський колектив удостоєний у 1982 році Державної премії Казахської РСР.
26 січня 1982 року пам'ятник було включено до списку пам'яток історії та культури республіканського значення Казахської РСР.

## Театральний музей
Театральний музей розташований на 4 поверсі будівлі театру. Станом на 2021 рік фонд музею становить близько 200 тис. експонатів. У фонді зібрано фотографії, афіші, програми, біографії артистів театру, їхні особисті матеріали, рукописи, подарунки починаючи від 30-х років до наших днів.
Крім того, у музеї є велика колекція портретів, перших сценічних костюмів, які носили у багатьох спектаклях із 30-х років. Виставки з фонду Театрального музею демонструються у таких великих містах, як Астана, Костанай, Талдикорган. На основі архіву видано альбом-книгу з історії театру.